# አ
La letra älf (en amhárico አልፍ) es la decimotercera letra del alfabeto etíope, que representa el sonido /ʔ/.

## Historia
Esta letra (አ) proviene del carácter árabe meridional 𐩱.
| Alif | älf |
| ---- | --- |
| 𐩱    | አ   |

## Uso
El alfabeto etíope es un alfasilabario donde cada símbolo corresponde a una combinación vocal + consonante, es decir, hay un símbolo básico al cual se añaden símbolos para marcar la vocal. Las modificaciones de la letra አ (ä) que representa una oclusiva glotal son las siguientes:
- አ : « ä glotal»
- ኡ : « u glotal»
- ኢ : « i glotal»
- ኣ : « a glotal»
- ኤ : « é glotal»
- እ : « e glotal»
- ኦ : « o glotal»
- ኧ : « wa glotal»